# International DUBLIN Literary Award
Der International DUBLIN Literary Award (irisch: Duais Liteartha Idirnáisiúnta Bhaile Átha Chliath), bis 2015 International IMPAC Dublin Literary Award, ist ein internationaler Literaturpreis, der seit 1996 jährlich in Dublin für ein einzelnes literarisches Werk verliehen wird. Der ursprüngliche Stifter des Preises war die amerikanische Firma Improved Management Productivity and Control (IMPAC).
An der Nominierung der Longlist sind zahlreiche Bibliotheken weltweit beteiligt. Der Preisträger wird aus einer Shortlist von etwa 10 Büchern gewählt. Der Preis ist mit 100.000 Euro dotiert und damit der höchstdotierte Preis für ein einzelnes Werk, das nicht auf Englisch verfasst sein, jedoch in englischer Sprache vorliegen muss. Soweit das ausgezeichnete Werk aus einer anderen Sprache übersetzt wurde, erhält der Autor 75 % der Preissumme und der Übersetzer 25 %.

## Preisträger
| Jahr | Land                            | Preisträger           | Originaltitel Deutscher Titel (Verlag, Ort Jahr)                                                            | Land | Nominierungen (Shortlist) |
| ---- | ------------------------------- | --------------------- | --- | --- | --- |
| 1996 | Australien                      | David Malouf          | Remembering Babylon Jenseits von Babylon (Zsolnay, Wien 1996)                                               | Irland Trinidad und Tobago Niederlande Portugal Kanada                                                                                    | John Banville für Geister V. S. Naipaul für A Way in the World Cees Nooteboom für Die folgende Geschichte Connie Palmen für Die Gesetze José Saramago für Das Evangelium nach Jesus Christus Jane Urquhart für Fort |
| 1997 | Spanien                         | Javier Marías         | Corazón tan blanco Mein Herz so weiß (Klett-Cotta, Stuttgart 1996)                                          | Vereinigte Staaten Kanada // Indien Vietnam Italien Schweden Vereinigte Staaten Schottland                                                | Sherman Alexie für Reservation Blues Rohinton Mistry für Das Gleichgewicht der Welt Dương Thu Hương für Roman ohne Namen Antonio Tabucchi für Erklärt Pereira Lars Gustafsson für Nachmittag eines Fliesenlegers A. J. Verdelle für The Good Negress Alan Warner für Morvern Callar |
| 1998 | Deutschland                     | Herta Müller          | Herztier | Kanada Südafrika Guyana Australien Antigua und Barbuda Trinidad und Tobago England Kanada                                                 | Margaret Atwood für Alias Grace André Brink für Sandburgen David Dabydeen für The Counting House David Foster für Der Garten am Ende de Welt Jamaica Kincaid für Die Autobiographie meiner Mutter Earl Lovelace für Salt Lawrence Norfolk für Ein Nashorn für den Papst Graham Swift für Letzte Runde Guy Vanderhaeghe für The Englishman's Boy                                                                                      |
| 1999 | England                         | Andrew Miller         | Ingenious Pain Die Gabe des Schmerzes (Zsolnay, Wien 1998)                                                  | England Vereinigte Staaten England Japan Vereinigte Staaten Deutschland                                                                   | Jim Crace für Die Versuchung in der Wüste Don DeLillo für Unterwelt Francisco Goldman für Estebans Traum Ian McEwan für Liebeswahn Haruki Murakami für Mister Aufziehvogel Cynthia Ozick für The Puttermesser Papers Bernhard Schlink für Der Vorleser |
| 2000 | England                         | Nicola Barker         | Wide Open Weit Offen (Suhrkamp, Frankfurt am Main 1999)                                                     | Vereinigte Staaten Schottland Irland Vereinigte Staaten                                                                                   | Michael Cunningham für Die Stunden Jackie Kay für Die Trompeterin Colum McCann für Der Himmel unter der Stadt Alice McDermott für Irischer Abschied Toni Morrison für Paradies Philip Roth für Mein Mann, der Kommunist |
| 2001 | Kanada                          | Alistair MacLeod      | No Great Mischief Land der Bäume (S. Fischer, Frankfurt am Main 2001)                                       | Jamaika Mexiko Schottland Russland Irland                                                                                                 | Margaret Cezair-Thompson für Geister im Paradies Silvia Molina für Die Liebe, die du mir versprachst Andrew O’Haga für Dunkles Herz Wiktor Pelewin für Buddhas kleiner Finger Colm Tóibín für Das Feuerschiff von Blackwater |
| 2002 | Frankreich                      | Michel Houellebecq    | Les particules élémentaires Elementarteilchen (DuMont, Köln 1999)                                           | Australien Kanada Irland Vereinigte Staaten Mexiko Polen                                                                                  | Peter Carey für Die wahre Geschichte von Ned Kelly und seiner Gang Margaret Atwood für Der blinde Mörder Michael Collins für Tödliche Schlagzeilen Helen DeWitt für Der letzte Samurai Carlos Fuentes für Die Jahre mit Laura Diaz Antoni Libera für Madame |
| 2003 | Türkei                          | Orhan Pamuk           | Benim Adim Kirmizi Rot ist mein Name (Hanser, München 2001)                                                 | Kanada Südafrika Schweden Vereinigte Staaten Portugal Irland Vereinigte Staaten                                                           | Dennis Bock für Blüten aus Asche Achmat Dangor für Bitter Fruit Per Olov Enquist für Der Besuch des Leibarztes Jonathan Franzen für Die Korrekturen Lídia Jorge für Die Decke des Soldaten John McGahern für That They May Face the Rising Sun Ann Patchett für Bel Canto |
| 2004 | Marokko                         | Tahar Ben Jelloun     | Cette aveuglante absence de lumière Das Schweigen des Lichts (Berlin Verlag, Berlin 2001)                   | Vereinigte Staaten Schottland Vereinigte Staaten England Libanon // Frankreich Kanada // Indien Afghanistan // Frankreich Polen           | Paul Auster für Das Buch der Illusionen William Boyd für Eines Menschen Herz Sandra Cisneros für Caramelo oder puro cuento Jeffrey Eugenides für Middlesex Maggie Gee für The White Family Amin Maalouf für Die Reise des Herrn Baldassare Rohinton Mistry für Die Quadratur des Glücks Atiq Rahimi für Erde und Asche Olga Tokarczuk für Taghaus, Nachthaus                                                                         |
| 2005 | Vereinigte Staaten              | Edward P. Jones       | The Known World Die bekannte Welt (Hoffmann & Campe, Hamburg 2005)                                          | Südafrika Norwegen Südafrika Kanada Niederlande Australien Deutschland Kanada Vereinigte Staaten                                          | Diane Awerbuck für Gardening at night Lars Saabye Christensen für Der Halbbruder Damon Galgut für The Good Doctor Douglas Glover für Elle Arnon Grunberg für Phantomschmerz Shirley Hazzard für Das grosse Feuer Christoph Hein für Willenbrock Frances Itani für Betäubend Jonathan Lethem für Die Festung der Einsamkeit |
| 2006 | Irland                          | Colm Tóibín           | The Master Porträt des Meisters in mittleren Jahren (Hanser, München 2005)                                  | Nigeria Pakistan // England Nordirland England Dänemark Malaysia Italien Algerien Kanada                                                  | Chris Abani für GraceLand Nadeem Aslam für Atlas für verschollene Liebende Ronan Bennett für Havoc in Its Third Year Jonathan Coe für Klassentreffen Jens Christian Grøndahl für Et andet lys Vyvyane Loh für Breaking the Tongue Margaret Mazzantini für Geh nicht fort Yasmina Khadra für Die Schwalben von Kabul Thomas Wharton für The Logogryph                                                                                 |
| 2007 | Norwegen                        | Per Petterson         | Ut og stjæle hester Pferde stehlen (Hanser, München 2006)                                                   | England Irland Südafrika Vereinigte Staaten Vereinigtes Königreich Vereinigte Staaten Vereinigtes Königreich                              | Julian Barnes für Arthur & George Sebastian Barry für Ein langer, langer Weg J. M. Coetzee für Slow Man Jonathan Safran Foer für Extrem laut und unglaublich nah Peter Hobbs für Am Ende eines kurzen Tages Cormac McCarthy für Kein Land für alte Männer Salman Rushdie für Shalimar der Narr |
| 2008 | Libanon Kanada                  | Rawi Hage             | De Niro’s Game Als ob es kein Morgen gäbe (Piper, München 2010)                                             | Spanien Sri Lanka Australien Israel Algerien Irland Russland // Frankreich                                                                | Javier Cercas für La velocidad de la luz Yasmine Gooneratne für The Sweet & Simple Kind Gail Jones für Der Traum vom Sprechen Sayed Kashua für Da ward es Morgen Yasmina Khadra für Die Attentäterin Patrick McCabe für Winterwald Andreï Makine für Die Frau vom Weißen Meer |
| 2009 | Vereinigte Staaten              | Michael Thomas        | Man Gone Down                                                                                               | Dominikanische Republik Frankreich Pakistan Vereinigte Staaten Norwegen Vereinigte Staaten Indien // England                              | Junot Díaz für Das kurze wundersame Leben des Oscar Wao Jean Echenoz für Ravel Mohsin Hamid für Der Fundamentalist, der keiner sein wollte Travis Holland für The Archivist's Tale Roy Jacobsen für Das Dorf der Wunder David Leavitt für The Indian Clerk Indra Sinha für Menschentier |
| 2010 | Niederlande                     | Gerbrand Bakker       | Boven is het stil Oben ist es still (Suhrkamp, Frankfurt am Main 2008)                                      | Frankreich England Deutschland England Irland England Vereinigte Staaten                                                                  | Muriel Barbery für Die Eleganz des Igels Robert Edric für In Zodiac Light Christoph Hein für Landnahme Zoë Heller für The Believer Joseph O’Neill für Niederland Ross Raisin für Schöne Gegend Marilynne Robinson für Home |
| 2011 | Irland                          | Colum McCann          | Let the Great World Spin Die große Welt (Rowohlt, Reinbek 2009)                                             | Kanada Vereinigte Staaten Volksrepublik China // Vereinigte Staaten Australien Vereinigte Staaten Australien Irland England // Australien | Michael Crummey für Galore Barbara Kingsolver für The Lacuna Yiyun Li für Die Sterblichen David Malouf für Die tapfersten der Söhne Joyce Carol Oates für Little Bird of Heaven Craig Silvey für Wer hat Angst vor Jasper Jones? Colm Tóibín für Brooklyn William Trevor für Liebe und Sommer Evie Wyld für After the Fire, A Still Small Voice                                                                                      |
| 2012 | Vereinigtes Königreich          | Jon McGregor          | Even the Dogs Als Letztes die Hunde (Berlin Verlag, Berlin 2011)                                            | England Kanada Vereinigte Staaten Schottland Vereinigte Staaten England Israel Brasilien Vereinigte Staaten                               | Jon Bauer für Steine im Bauch David Bergen für The Matter With Morris Jennifer Egan für Der größere Teil der Welt Aminatta Forna für Ein Lied aus der Vergangenheit Karl Marlantes für Matterhorn: A Novel of the Vietnam War Tim Pears für Landed Yishai Sarid für Limassol Cristóvão Tezza für O Filho Eterno Willy Vlautin für Lean on Pete                                                                                       |
| 2013 | Irland                          | Kevin Barry           | City of Bohane Dunkle Stadt Bohane (Tropen, Stuttgart 2015)                                                 | Frankreich England Japan Vereinigte Staaten Island Norwegen Niederlande                                                                   | Michel Houellebecq für Karte und Gebiet Andrew Miller für Friedhof der Unschuldigen Haruki Murakami für 1Q84 Julie Otsuka für Wovon wir träumten Arthur Phillips für The Tragedy of Arthur Karen Russell für Swamplandia Sjón für Das Gleißen der Nacht Kjersti Annesdatter Skomsvold für Je schneller ich gehe, desto kleiner bin ich Tommy Wieringa für Der verlorene Sohn                                                         |
| 2014 | Kolumbien                       | Juan Gabriel Vásquez  | El ruido de las cosas al caer Das Geräusch der Dinge beim Fallen (Schöffling & Co., Frankfurt am Main 2014) | Niederlande Australien Vereinigte Staaten Norwegen Frankreich Argentinien Malaysia                                                        | Gerbrand Bakker für Der Umweg Michelle de Kretser für Questions of Travel Patrick Flanery für Absolution Karl Ove Knausgård für Sterben Marie NDiaye für Drei starke Frauen Andrés Neuman für El viajero del siglo Tan Twan Eng für Der Garten der Abendnebel |
| 2015 | England                         | Jim Crace             | Harvest | Australien Brasilien Russland // Frankreich Irland Marokko Nigeria Vereinigte Staaten                                                     | Richard Flanagan für Der schmale Pfad durchs Hinterland Hannah Kent für Das Seelenhaus Bernardo Kucinski für K. oder Die verschwundene Tochter Andreï Makine für Le Livre des brèves amours éternelles Colum McCann für Transatlantik Mahi Binebine für Die Engel von Sidi Moumen Chimamanda Ngozi Adichie für Americanah Alice McDermott für Someone Roxana Robinson für Sparta                                                     |
| 2016 | Vereinigte Staaten              | Akhil Sharma          | Family Life                                                                                                 | Spanien Irland Vereinigte Staaten Deutschland Jamaika Brasilien Ruanda Vereinigte Staaten Indien // Vereinigte Staaten                    | Javier Cercas für Las leyes de la frontera Mary Costello für Academy Street Dave Eggers für Your Fathers, Where Are They? And The Prophets, Do They Live Forever? Jenny Erpenbeck für Alle Tage Abend Marlon James für A Brief History of Seven Killings Michel Laub für Diário da queda Scholastique Mukasonga für Notre-Dame du Nil Jenny Offill für Dept. of Speculation Marilynne Robinson für Lila Akhil Sharma für Family Life |
| 2017 | Angola                          | José Eduardo Agualusa | A General Theory of Oblivion Eine allgemeine Theorie des Vergessens (C. H. Beck, München 2017)              | Angola Mosambik Irland Dänemark Mexiko Vietnam // Vereinigte Staaten Nigeria // Vereinigte Staaten Türkei Österreich Vereinigte Staaten   | José Eduardo Agualusa für A General Theory of Oblivion Mia Couto für A Confissão da Leoa Anne Enright für The Green Road Kim Leine für Profeterne i Evighedsfjorden Valeria Luiselli für La historia de mis dientes Viet Thanh Nguyen für The Sympathizer Chinelo Okparanta für Under the Udala Trees Orhan Pamuk für Kafamda Bir Tuhaflık Robert Seethaler für Ein ganzes Leben Hanya Yanagihara für A Little Life                  |
| 2018 | Irland                          | Mike McCormack        | Solar Bones Ein ungewöhnlicher Roman über einen gewöhnlichen Mann (Steidl, Göttingen 2019)                  | Russland // Deutschland Mexiko Norwegen Südkorea Irland Italien Frankreich Nigeria Vereinigte Staaten                                     | Alina Bronsky für Baba Dunjas letzte Liebe Yuri Herrera für La transmigración de los cuerpos Roy Jacobsen für De Usynlige Han Kang für Human Acts Eimear McBride für The Lesser Bohemians Mike McCormack für Solar Bones Antonio Moresco für La Lucina Marie Ndiaye für Ladivine Yewande Omotoso für The Woman Next Door Elizabeth Strout für My Name is Lucy Barton                                                                 |
| 2019 | Vereinigte Staaten              | Emily Ruskovich       | Idaho (Hanser Berlin, Berlin 2018)                                                                          | Frankreich Vereinigte Staaten Pakistan Irland England Irland Vereinigte Staaten England Pakistan // England                               | Mathias Énard für Compass Emily Fridlund für History of Wolves Mohsin Hamid für Exit West Bernard MacLaverty für Midwinter Break Jon McGregor für Reservoir 13 Sally Rooney für Conversations with Friends George Saunders für Lincoln in the Bardo Rachel Seiffert für A Boy in Winter Kamila Shamsie für Home Fire |
| 2020 | Vereinigtes Königreich / Irland | Anna Burns            | Milkman Milchmann (Tropen, Stuttgart 2020)                                                                  | | |
| 2021 | Mexiko                          | Valeria Luiselli      | Lost Children Archive Archiv der verlorenen Kinder (Kunstmann, München 2019)                                | | |
| 2022 | Frankreich                      | Alice Zeniter         | The Art of Losing Die Kunst zu verlieren (Berlin Verlag, Berlin/München 2018)                               | | |
| 2023 | Deutschland                     | Katja Oskamp          | Marzahn, Mon Amour Marzahn, mon amour (Hanser Berlin, Berlin 2019)                                          | | |
| 2024 | Rumänien                        | Mircea Cărtărescu     | Solenoid (Zsolnay, Wien 2019)                                                                               | | |

- 2021 – Shortlist:
  - Bernardine Evaristo: Girl, Woman, Other
  - Valeria Luiselli: Lost Children Archive
  - Colum McCann: Apeirogon
  - Fernanda Melchor: Hurricane Season
  - Ocean Vuong: On Earth We’re Briefly Gorgeous
  - Colson Whitehead: The Nickel Boys